# Etlingera pubescens
Etlingera pubescens là một loài thực vật có hoa trong họ Gừng. Loài này được Brian Laurence Burtt và Rosemary Margaret Smith mô tả khoa học đầu tiên năm 1972 dưới danh pháp Geanthus pubescens. Năm 1986, Rosemary Margaret Smith chuyển nó sang chi Etlingera.

## Phân bố
Loài này có tại bắc và tây bắc đảo Borneo (Sarawak).